# ミロスラフ・カベラーチ
ミロスラフ・カベラーチ（チェコ語: Miloslav Kabeláč、1908年8月1日 - 1979年9月17日）は、チェコの作曲家。

## 経歴
1908年、プラハ生まれ。1928年よりプラハ音楽院で作曲と管弦楽法を学び、またアロイス・ハーバとエルヴィン・シュルホフに師事した。1931年から1934年までヴィレーム・クルツのマスタークラスに出席してピアノを学んでいる。
第二次世界大戦中の中断をはさんで、1932年から1954年までプラハ放送のディレクターを務めた。1939年にはドイツによる占領に抗議してカンタータ「与えてはいけない！」を作曲した。1948年には交響曲第2番がチェコ国家賞を受賞。1958年からプラハ音楽院の教授の職に短期間ついた。

## 作曲作品について
カベラーチは1941年から1970年にかけて性格の異なる8つの交響曲を作曲し、その他にも室内楽曲、ピアノ曲、歌曲を作曲している。作風はグレゴリオ聖歌や日本・中国・インド・アラビアの音楽を取り入れるなど非常に幅広い。また1950年代後半から1960年代まで西側の現代音楽の潮流に積極的に接触したが、1968年にチェコスロバキアがソビエト連邦の軍事介入を受けた後は彼の作品は国内で演奏されなくなった。

## 文献
- Jiří Vysloužil: Hudební slovník pro každého II. Vizovice: Lípa, 2001. ISBN 80-86093-23-9